# (353595) Grancanaria
(353595) Grancanaria est un astéroïde de la ceinture principale.

## Description
(353595) Grancanaria est un astéroïde de la ceinture principale. Il fut découvert le 4 octobre 2011 à La Sagra par l'Observatoire astronomique de Majorque. Il présente une orbite caractérisée par un demi-grand axe de 3,19 UA, une excentricité de 0,19 et une inclinaison de 5,4° par rapport à l'écliptique.

## Compléments